# Aletris pauciflora
Aletris pauciflora là một loài thực vật có hoa trong họ Nartheciaceae. Loài này được (Klotzsch) Hand.-Mazz. mô tả khoa học đầu tiên năm 1936.